# Nati nel 1910/Marzo
| Questa pagina contiene informazioni ricavate automaticamente dalle voci biografiche con l'ausilio del template Bio e di un bot. L'aggiornamento è periodico e automatico e ricostruisce completamente la pagina. Se manca una persona in questa lista, sei pregato di non aggiungerla, ma accertati piuttosto che la sua voce biografica contenga il template Bio e che i dati anagrafici siano correttamente compilati. Se il template Bio manca, inseriscilo tu stesso o, in alternativa, metti l'avviso {{tmp\|Bio}} che ne segnala la mancanza. Se i dati riportati sono sbagliati, correggi direttamente la voce biografica; le modifiche saranno visibili in questa lista entro pochi giorni. Per chiarimenti vedi il progetto biografie. La lista contiene solo le 148 persone che sono citate nell'enciclopedia e per le quali è stato implementato correttamente il template Bio. Pagina aggiornata al 10 feb 2025. |

- 1º marzo - Marcello Barlocco, scrittore e poeta italiano († 1969)
- 1º marzo - Archer John Porter Martin, biochimico britannico († 2002)
- 1º marzo - David Niven, attore e scrittore britannico († 1983)
- 1º marzo - Vittorino Veronese, politico italiano († 1986)
- 2 marzo - Raffaele Aurini, bibliotecario, storico e bibliografo italiano († 1974)
- 2 marzo - George Kojac, nuotatore statunitense († 1996)
- 2 marzo - Mario Mammucari, politico, partigiano e sindacalista italiano († 1997)
- 2 marzo - Onni Rajasaari, triplista e lunghista finlandese († 1994)
- 2 marzo - Aldo Tonti, direttore della fotografia italiano († 1988)
- 3 marzo - Kittens Reichert, attrice statunitense († 1990)
- 3 marzo - Walter Thiel, ingegnere tedesco († 1943)
- 3 marzo - Geōrgios Zōitakīs, generale e politico greco († 1996)
- 4 marzo - Tancredo Neves, politico brasiliano († 1985)
- 4 marzo - Gastone Prendato, calciatore e allenatore di calcio italiano († 1980)
- 4 marzo - Muhammad bin Abd al-Aziz Al Sa'ud, principe e politico saudita († 1988)
- 5 marzo - Momofuku Andō, inventore e imprenditore giapponese († 2007)
- 5 marzo - Marcello Camilucci, critico letterario e scrittore italiano († 2000)
- 5 marzo - Ennio Flaiano, sceneggiatore, scrittore e giornalista italiano († 1972)
- 5 marzo - Iustin Moisescu, arcivescovo ortodosso rumeno († 1986)
- 5 marzo - Mario Pannunzio, giornalista e politico italiano († 1968)
- 6 marzo - Augusto Adam, militare e partigiano italiano († 1979)
- 6 marzo - Daria Bocciarelli, fisica italiana († 2006)
- 6 marzo - Giancarlo Brusati, schermidore italiano († 2001)
- 6 marzo - Eusebio Quintero López, supercentenario colombiano († 2023)
- 7 marzo - Antonio Purificato, militare italiano († 1937)
- 8 marzo - Carl-Axel Acking, architetto e designer svedese († 2001)
- 8 marzo - Kenneth Anderson, scrittore indiano († 1974)
- 8 marzo - Wanda Tettoni, attrice e doppiatrice italiana († 1998)
- 8 marzo - Claire Trevor, attrice statunitense († 2000)
- 9 marzo - Samuel Barber, compositore statunitense († 1981)
- 9 marzo - William C. Gault, scrittore statunitense († 1995)
- 9 marzo - Eduard Hoornik, scrittore olandese († 1970)
- 9 marzo - Pierino Luraghi, calciatore italiano
- 9 marzo - S. Sylvan Simon, regista statunitense († 1951)
- 10 marzo - Don Bexley, attore statunitense († 1997)
- 10 marzo - Josef Hauser, pallanuotista tedesco († 1981)
- 10 marzo - Jef Moerenhout, ciclista su strada belga († 1966)
- 11 marzo - Roberto Gayón, calciatore messicano († 2006)
- 11 marzo - Robert Havemann, chimico tedesco († 1982)
- 11 marzo - Konstantin Konstantinovič Kokkinaki, aviatore sovietico († 1990)
- 11 marzo - Giacinta Marto, portoghese († 1920)
- 11 marzo - Nisa, paroliere e disegnatore italiano († 1969)
- 11 marzo - Manuel Soares dos Reis, calciatore portoghese († 1990)
- 11 marzo - Léonard Steyaert, pugile belga
- 12 marzo - Antonio Bernacchi, calciatore e allenatore di calcio italiano († 1974)
- 12 marzo - Robert Folz, medievista francese († 1996)
- 12 marzo - Tony Galento, pugile statunitense († 1979)
- 12 marzo - László Lékai, cardinale e arcivescovo cattolico ungherese († 1986)
- 12 marzo - Roger L. Stevens, produttore teatrale e imprenditore statunitense († 1998)
- 12 marzo - Masayoshi Ōhira, politico giapponese († 1980)
- 13 marzo - Joaquín Bezos, calciatore argentino
- 13 marzo - Lido Gori, militare italiano († 1941)
- 13 marzo - Walter Masetti, partigiano italiano († 1945)
- 13 marzo - Sverre Nordby, calciatore norvegese († 1978)
- 13 marzo - Jacques Ploncard d'Assac, scrittore e giornalista francese († 2005)
- 14 marzo - Raffaele Chianese, aviatore italiano († 2010)
- 14 marzo - Helmut Knochen, militare tedesco († 2003)
- 14 marzo - Gyula László, storico, archeologo e artista ungherese († 1998)
- 14 marzo - Rocco Minasi, politico italiano († 1994)
- 14 marzo - Renato Rinaldi, politico italiano
- 14 marzo - Ernst Schäfer, ornitologo e zoologo tedesco († 1992)
- 15 marzo - Oscar Comazzi, imprenditore italiano († 1982)
- 15 marzo - Saverio Garonzi, imprenditore e dirigente sportivo italiano († 1986)
- 15 marzo - Rolf Johannessen, calciatore norvegese († 1965)
- 15 marzo - Joop van Nellen, calciatore olandese († 1992)
- 15 marzo - Tom Richards, maratoneta britannico († 1985)
- 15 marzo - An Rutgers van der Loeff, scrittrice olandese († 1990)
- 16 marzo - Palma Bucarelli, critica d'arte, storica dell'arte e museologa italiana († 1998)
- 16 marzo - Ingenuino Dallago, combinatista nordico e saltatore con gli sci italiano († 1999)
- 16 marzo - Aladár Gerevich, schermidore ungherese († 1991)
- 16 marzo - Philippe Marçais, linguista, arabista e politico francese († 1984)
- 16 marzo - Libero Mazza, prefetto e politico italiano († 2000)
- 16 marzo - Secondo Roggero, allenatore di calcio e calciatore italiano († 1980)
- 16 marzo - Lota de Macedo Soares, architetta, designer e urbanista brasiliana († 1967)
- 17 marzo - Maurice Barry, direttore della fotografia e sceneggiatore francese († 1984)
- 17 marzo - Julien Cornell, avvocato e pacifista statunitense († 1994)
- 17 marzo - Frank De Kova, attore statunitense († 1981)
- 17 marzo - Patrick McVey, attore statunitense († 1973)
- 17 marzo - Giuseppe Roselli Lorenzini, ammiraglio italiano († 1987)
- 18 marzo - Richard Hanke, calciatore tedesco († 1980)
- 18 marzo - Pepi Lederer, attrice e giornalista statunitense († 1935)
- 18 marzo - Carlo Ludovico Ragghianti, storico dell'arte, critico d'arte e politico italiano († 1987)
- 18 marzo - Herman Tarnower, cardiologo e fisiologo statunitense († 1980)
- 18 marzo - Giuseppe Tortorella, politico italiano († 1990)
- 19 marzo - María Alba, attrice spagnola († 1996)
- 19 marzo - Kristiņa Grizelda, centenaria lettone († 2013)
- 19 marzo - Gianni Quondamatteo, etnologo, lessicografo e giornalista italiano († 1992)
- 19 marzo - José Rodríguez, schermidore argentino
- 19 marzo - Josef Schleinkofer, pugile tedesco († 1984)
- 20 marzo - Erwin Blask, martellista tedesco († 1999)
- 20 marzo - Vincenzo Carrese, fotografo italiano († 1981)
- 20 marzo - Kim Il, politico nordcoreano († 1984)
- 21 marzo - Shūhei Nishida, astista giapponese († 1997)
- 22 marzo - Giovanni Correnti, calciatore italiano
- 22 marzo - Bill Deacon, hockeista su ghiaccio canadese († 1970)
- 22 marzo - Hans Keiter, pallamanista tedesco († 2005)
- 22 marzo - Edmondo Malan, chirurgo italiano († 1978)
- 22 marzo - Herbert Rudley, attore statunitense († 2006)
- 23 marzo - Jakob Bender, calciatore tedesco († 1981)
- 23 marzo - Nino Carloni, avvocato e pianista italiano († 1987)
- 23 marzo - Nicola Ciarletta, critico d'arte, critico teatrale e critico cinematografico italiano († 1993)
- 23 marzo - Jerry Cornes, mezzofondista britannico († 2001)
- 23 marzo - Giliante D'Este, canottiere italiano († 1996)
- 23 marzo - Fred Horlacher, calciatore irlandese († 1943)
- 23 marzo - Akira Kurosawa, regista, sceneggiatore e montatore giapponese († 1998)
- 23 marzo - Ernst Nievergelt, ciclista su strada svizzero († 1999)
- 23 marzo - Offutt Pinion, tiratore a segno statunitense († 1976)
- 23 marzo - Vittore Ugo Righi, vescovo cattolico e diplomatico italiano († 1980)
- 23 marzo - Ugo Sasso, attore italiano († 1981)
- 23 marzo - Mostafa Taha, calciatore egiziano († 1969)
- 23 marzo - Paula Winslowe, attrice e doppiatrice statunitense († 1996)
- 24 marzo - Richard Halsey Best, militare e aviatore statunitense († 2001)
- 24 marzo - Antonio Bonesini, calciatore italiano († 1973)
- 24 marzo - Jacques Chailley, compositore e musicologo francese († 1999)
- 24 marzo - Richard Conte, attore statunitense († 1975)
- 24 marzo - Franco Lolli, scenografo italiano († 1966)
- 24 marzo - Eduard Strauss II, direttore d'orchestra austriaco († 1969)
- 25 marzo - Rui Araújo, calciatore portoghese († 1998)
- 25 marzo - David Ludwig Bloch, litografo e pittore tedesco († 2002)
- 25 marzo - Jean-Louis Jeanmaire, militare e insegnante svizzero († 1992)
- 25 marzo - Benzion Netanyahu, storico israeliano († 2012)
- 25 marzo - Magda Olivero, soprano italiano († 2014)
- 25 marzo - Mario Peragallo, compositore italiano († 1996)
- 26 marzo - Alasgar Alakbarov, attore azero († 1963)
- 26 marzo - Giuseppe Barcella, calciatore italiano († 1966)
- 26 marzo - Alberto Conrad, nuotatore boliviano
- 26 marzo - Gustave Dubus, calciatore francese († 1991)
- 27 marzo - Ai Qing, poeta e pittore cinese († 1996)
- 27 marzo - Manfred Bukofzer, musicologo tedesco († 1955)
- 27 marzo - Giovanni Elkan, politico italiano († 1997)
- 27 marzo - John Robinson Pierce, ingegnere e scrittore di fantascienza statunitense († 2002)
- 27 marzo - Carlo Zaghi, giornalista e storico italiano († 2004)
- 28 marzo - Dante Cleri, attore e cantante italiano († 1982)
- 28 marzo - Emma Coen Pirani, bibliotecaria italiana († 1999)
- 28 marzo - Ingrid di Svezia, regina († 2000)
- 28 marzo - Joseph Oliver Bowers, vescovo cattolico dominicense († 2012)
- 29 marzo - Matthias Billen, calciatore tedesco († 1989)
- 29 marzo - Pasquale Farina, calciatore italiano († 1992)
- 29 marzo - Jack Gardner, cestista e allenatore di pallacanestro statunitense († 2000)
- 29 marzo - Keith Clifford Hall, ottico britannico († 1964)
- 29 marzo - Tarcisio Petracco, partigiano e attivista italiano († 1997)
- 29 marzo - Marina Poggi D'Angelo, pittrice italiana († 2001)
- 29 marzo - Gabriele Salviati, velocista italiano († 1987)
- 30 marzo - Peter Hirt, pilota di Formula 1 svizzero († 1992)
- 31 marzo - Hans Nüsslein, tennista e allenatore di tennis tedesco († 1991)
- 31 marzo - Tōsuke Sawami, pallanuotista giapponese
- 31 marzo - Tina Steiner, velocista italiana († 2001)
- 31 marzo - Klaus Wagner, matematico tedesco († 2000)